# 無虧
齐侯無虧（？—前642年），姜姓，名無虧，一名無詭，又称武孟，是齊桓公的庶子，母為長衛姬。齊桓公病重時，易牙、豎刁、衛開方等奸逆，禁錮桓公於室，築高牆不准入，到了冬天齐桓公餓死，屍體在床上六十七日，蛆出於戶外，無人敢收葬。易牙、豎刁殺群吏，立公子無虧，不久太子昭出逃至宋國，求助於宋襄公。宋襄公率兵攻打齊國，齊人素恨易牙、豎刁，於是裡外應合，大軍勢如破竹，齊大夫高氏、國氏將無虧處以絞刑，在位僅三個月。
子庆克，慶氏、賀氏為其後裔。